# Metrane
Metrane (àrab مطران) és una comuna rural de la província de Sidi Bennour de la regió de Casablanca-Settat. Segons el cens de 2014 tenia una població total de 10.580 persones.